# James Williams (parachutiste)
James Williams, de son vrai nom Jean Niland, né le 19 mai 1910 à Paris et mort le 14 août 1938 à Lons-le-Saulnier, est un parachutiste acrobatique français. Se produisant lors de spectacles sous le nom de l'Homme-Oiseau, il établit le 6 mars 1938 un record mondial en sautant d'un avion à une altitude de 11 420 m.

## Biographie
À l'âge de 19 ans, Jean Niland se découvre une vocation pour l'aviation en 1928 dans un meeting d'aviation à Commentry. Alors qu'un parachutiste qui se devait se produire devant les spectateurs fait défaut, l'organisateur lance un appel à un volontaire pour le remplacer. Jean Niland se présente alors pour sauter en parachute. Rapidement informé du fonctionnement du parachute, il fit son premier saut à une hauteur de 500 mètres.
Néanmoins, n'était pas majeur, il prend comme nom de scène un nom à consonance anglaise « James Williams » afin de ne pas être inquiété par les autorités, et commence une carrière de parachutisme amateur en 1929, puis comme professionnel à partir de 1931. En 1935, il présente des spectacles dans lesquels il parcourt jusqu'à 1 000 mètres de chute libre.
L'année suivante, il obtient le deuxième brevet de parachutiste nouvellement créé en France.
Le 6 mars 1938, il s'illustre dans le ciel de l'aérodrome de Chartres en établissant un record mondial en sautant de 11 420 mètres d'altitude et en ouvrant son parachute à 245 mètres du sol.
Néanmoins, il  meurt quelques mois plus tard, le 14 août 1938 lors d'un meeting aérien donné à l'aérodrome de Lons-le-Saunier - Courlaoux, où lors d'un saut à 1 000 mètres d'altitude, son parachute ne parvient à s'ouvrir qu'à 10 mètres du sol.
Il est enterré à Clichy.